# 미국의 바람과 불
"미국의 바람과 불"(An Escalator In World Order)은 한국에서 제작된 김경만 감독의 2011년 다큐멘터리 영화이다. 김경만 등이 제작에 참여하였다.

## 기타
- 믹싱: 고은하
- 믹싱: 표용수